# David Frédéric Ellenberger
David Frédéric Ellenberger (ur. 1835, zm. 1920) – szwajcarski misjonarz protestancki.

## Życiorys
W 1860 roku jako członek paryskiego Ewangelickiego Towarzystwa Misyjnego wyjechał wraz z rodziną do Basutoland (obecnie Lesotho). W 1867 roku misjonarz musiał uciekać na południe z powodu wojny domowej. W górach Lesotho znalazł wielką jaskinię pod półką skalną i zbudował tam swój dom Masitise Cave House. Mieszkał w nim do 1904 roku. Obecnie mieści się tam muzeum.

## History of the Basutho
Ellenberger poświęcił ponad 45 lat na  zbierania ustnych informacji o zwyczajach Basotho. Chciał zachować ich historię. Ellenberger prowadził notatki w języku francuskim, ale zostały one wydane w 1912 roku w języku angielskim pod tytułem History of the Basutho, po zredagowaniu przez jego zięcia JC MacGregora, brytyjskiego administratora kolonialnego. Książka sięga do początków plemienia w 1450 roku i opisuje jego historię do 1833 roku. Wtedy do Basotho przybyli misjonarze. Dodatkowo zawiera rozdziały poświęcone religii, polowaniu, czarom, prawu i porządkowi społecznemu i obyczajom. W języku Sesotho została opublikowana w 1917 roku pod tytułem Histori ea Basotho.